# Symfonie nr. 4 (Stout)
Symfonie nr. 4 van Alan Stout werd gecomponeerd in 1970.
Stout, in Europa vrijwel onbekend kreeg in 1970 met vijf anderen een opdracht tot het schrijven van een compositie voor het tachtigjarig bestaan van het Chicago Symphony Orchestra. Dat orkest had al eerder de eerste uitvoering verzorgd voor een werk voor viool en orkest (Movement) en zijn tweede symfonie. De opdracht van april werd afgerond op 28 december 1970. In januari 1971 sleutelde de componist in Stockholm nog wat aan het werk, zodat het haar première kon krijgen op 15 april 1971 20:15 met de dag daarop de tweede uitvoering om 14:00 en een derde weer een dag later om 20:30. De vierde symfonie voor koor en orkest werd gespeeld in een abonnementsconcert in het volgende programma:
- Orkest: Chicago Symphony Orchestra
- Koor: Chicago Symphony Chorus onder leiding van Margaret Hillis
- Dirigent: Georg Solti
- Solist: Isaac Stern

1. Alan Stout: 4e symfonie
2. Felix Mendelssohn: Vioolconcert, waarna pauze
3. Pjotr Iljitsj Tsjaikovski: Symfonie nr. 6

Het vioolconcert en de zesde symfonie werden daarbij opgenomen; de vierde symfonie van Stout niet. De symfonie is echter wel uitgegeven door Edition Peters, hetgeen niet gebeurde met de eerste en derde symfonie (onvoltooid gebleven) van de componist. De vierde was de laatste (gegevens 2010) van de componist.
Het programmaboekje vermeldde tevens een kleine uitleg van de symfonie. De componist schreef:
"Het is moeilijk iets te zeggen over dit werk; het is net opgeleverd. Het verzamelen van de ideeën begon al in 1962 en bevat gedeelten van de Suite voor dwarsfluit en percussie uit dat jaar. Het gebruikte instrumentarium diende om het familiegevoel in de diverse instrumentgroepen te versterken. Zo bestond de houtblazersectie uit:
- 2 dwarsfluiten en 1 piccolo en 1 altdwarsfluit;
- 2 hobo en 1 althobo en 1 oboe d'amore
- 2 klarinet en 1 basklarinet en 1 contrabasklarinet
- 3 fagotten en 1 contrafagot
- 1 Altsaxofoon

Het koper had een “normale” bezetting:
- 6 hoorns; 4 trompetten; 4 trombones, 1 tuba.

Daarbij dan nog gevoegd:
- een kamerkoor van 8 sopranen, 8 alten en 8 baritons, dat tekstloos zingt en fluistert in drie delen;
- een uitgebreide percussiesectie van 6 man / vrouw; 2 stel pauken; 2 harpen; 1 piano en 1 orgel;
- violen, altviolen, celli en contrabassen."

De componist voelde zich geïnpsireerd door de tweedelige tweede symfonie van Witold Lutosławski. De middendelen verwijzen naar die symfonie. Hesitant (WL) werd Quaderno; Direct werd Toccata. Het thema van de symfonie zit in het Quaderna-gedeelte.

## Delen
1. Ouverture – Koraal – Cadens ( voor altdwarsfluit en percussie)
2. Quaderna
3. Toccata – Arioso – interlude – toccata – fanfares – toccata
4. Lament – Koraal – pastorale – epiloog

Van dit werk zijn waarschijnlijk nooit plaatopnamen gemaakt; het is anno 2010 niet verkrijgbaar op welke geluidsdrager dan ook.